# Västerviks högre allmänna läroverk
Västerviks högre allmänna läroverk var ett läroverk i Västervik verksamt från 1858 till 1968.

## Historia
Skolan har ursprung från 1665 och var länge en trivialskola. 1847 i samband med invigning av nya lokaler var det en högre apologistskola. Skolan ombildades 1858 i anslutning till läroverksreformen 1849 till ett högre elementarläroverk som 1879 blev Västerviks högre allmänna läroverk. Skolan kommunaliserades 1966 och gymnasiet utflyttades därefter 1969 till en ny byggnad för Västerviks gymnasium medan kvarvarande högstadieskola fick namnet Norra högstadiet, vilket 2001 ändrades till Ellen Key-skolan. Studentexamen gavs från 1864 till 1968 och realexamen från 1907 till 1968.
Skolan var ursprungligen inrymt i en byggnad på Östra Kyrkogatan. År 1870 invigdes en ny läroverksbyggnad på Västra Kyrkogatan (ritad av arkitekten Johan Fredrik Åbom

## Rektor
- 1866–1898 Robert Kajerdt[3]

### Lektorer
- 1862–1898 Johan Smitt[3]
- 1878–1898 Nils Svensson[3]
- 1883–1898 Rudolf Wickberg[3]

### Adjunkter
- 1859–1898 Frans Willers[3]
- 1863–1898 Axel Lund[3]
- 1881–1898 Theodor Berggren[3]
- 1885–1898 Nils Assarsson[3]
- 1891–1898 Ernst Runnqvist[3]
- 1895–1898 Adolf Ryde[3]
- 1896–1898 August Kronbäck[3]

### Musiklärare
- 1893–1898 Oscar Åfeldt[3]

### Teckningslärare
- 1897–1898 Hedvig Salenius[3]

### Gymnastiklärare
- 1884–1898 Wilhelm Pleijel[3]